# Зависляк, Дариуш
Дариуш Зависляк  (пол. Dariusz Zawiślak, род. 25 июля 1972 года, Варшава, Польша) — польский режиссёр и кинодраматург.

## Фильмография

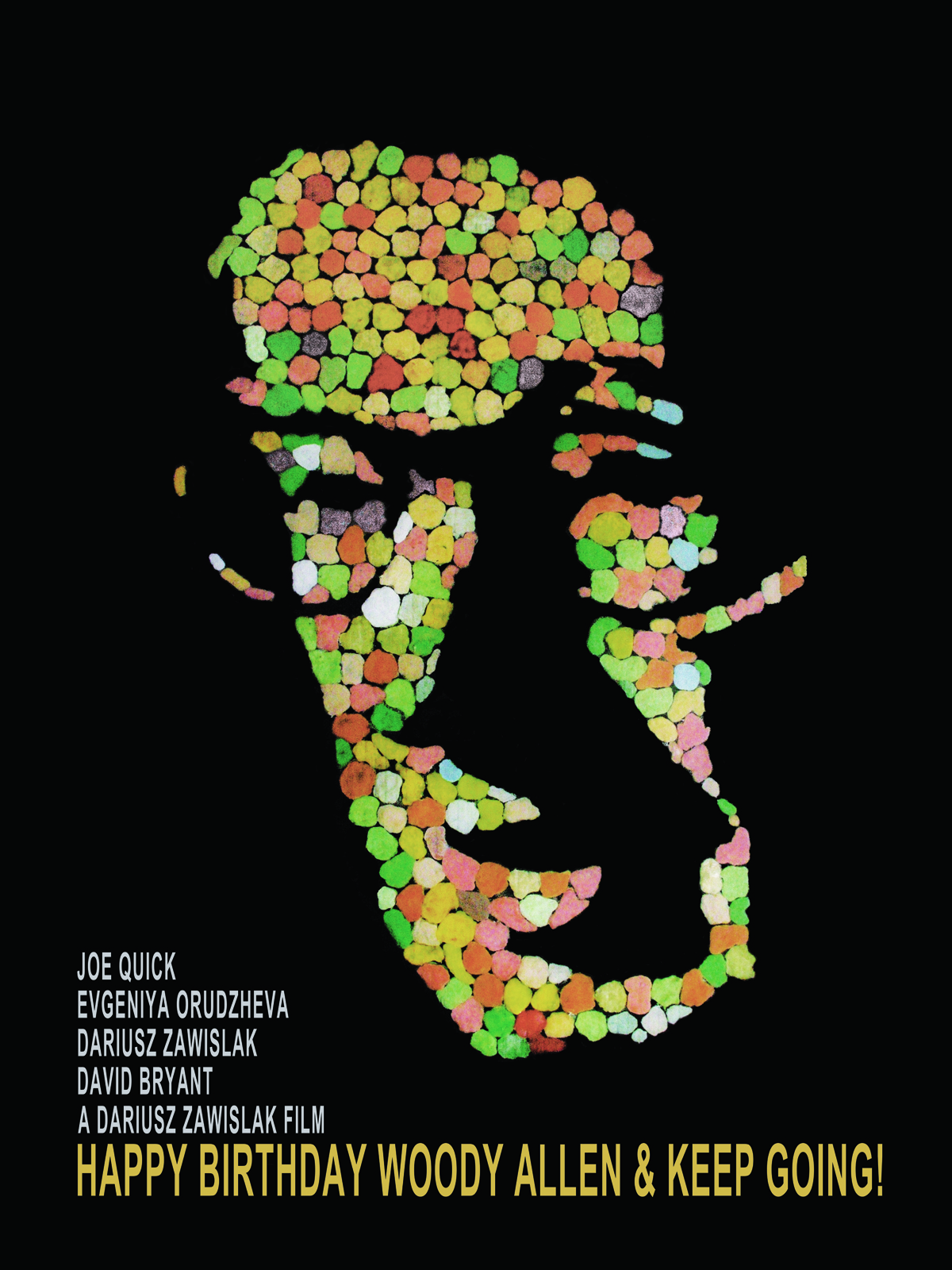

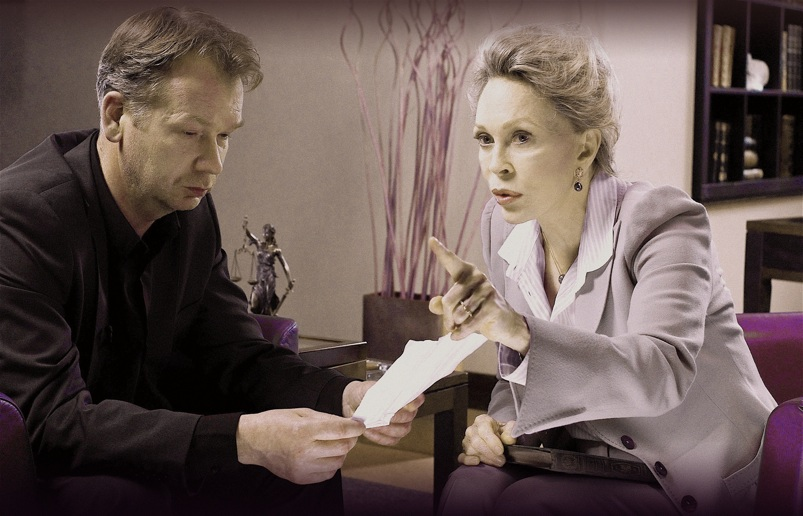
Фэй Данауэй и Мирослав Бака, Балладина

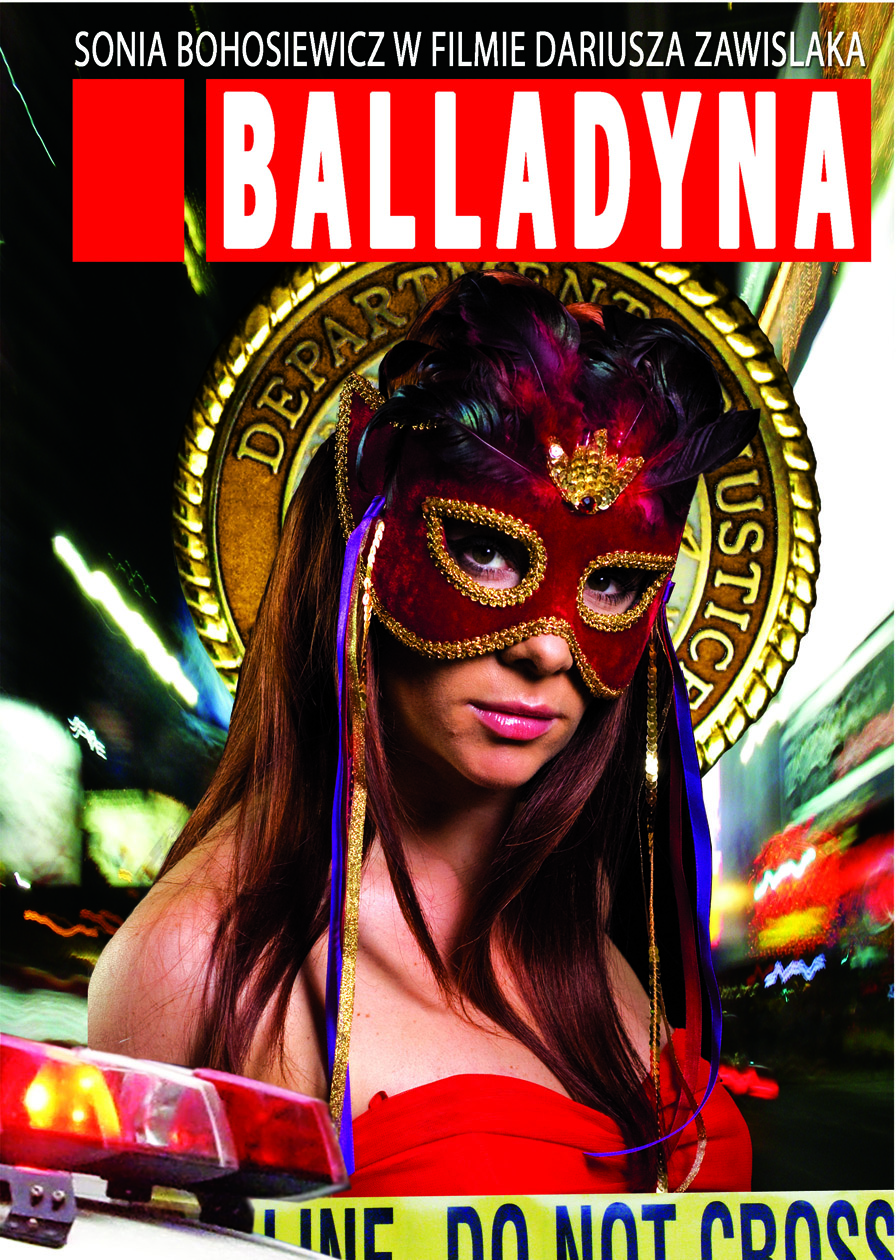

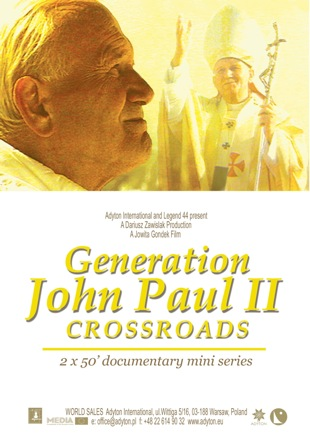

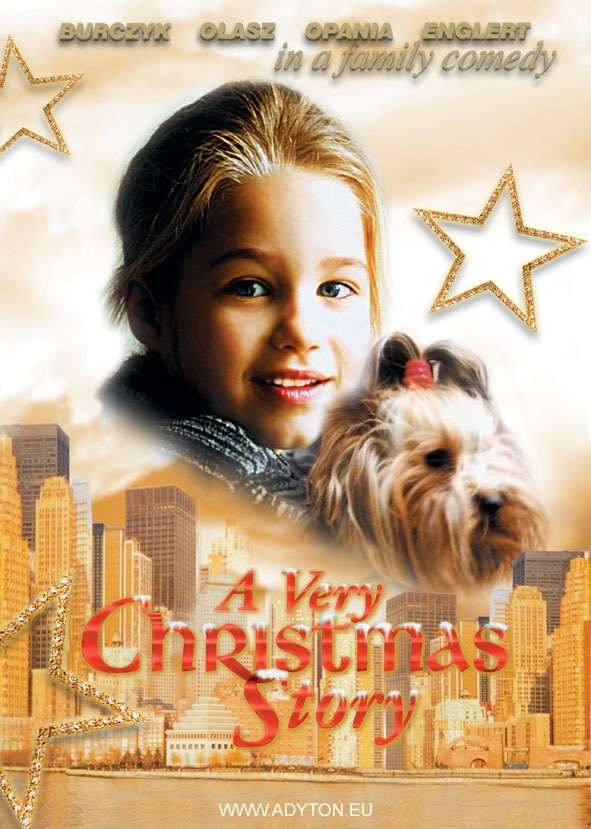

- 1990: Время сна (Czas snu) — дебютный короткометражный фильм в качестве режиссёра и продюсера.
- 1993: Проволочный зонтик (Druciana parasolka) короткометражный фильм — режиссёр и продюсер.
- 1999: Титаник [4][5] — профессиональный дубляж на польский язык.
- 2000: A Very Christmas Story (Świąteczna przygoda, в русском прокате «Праздничное приключение»)[1][3][5][6][7][8][9] — сценарист, режиссёр, продюсер, художественный руководитель; так же снялся в одной из ролей.
- 2002: A Dalmatians point of view [3][10] — продюсер.
- 2002: Big, Bigger & Biggest [3] — режиссёр, продюсер.
- 2007: Поколение Иоанна Павла II - Перекрёсток  (Oczyma Pokolenia '78. Pontyfikat Jana Pawła II)[1][3][11] документальный — продюсер
- 2008: Балладина / Balladyna aka (The Bait)[1][3][4][6] по одноимённой пьесе Юлиуша Словацкого — сценарист, режиссёр, продюсер, художественный руководитель; в одной из главных ролей снялась Фэй Данауэй.
- 2009: Голубая бусинка / Karolcia i magiczny koralik aka (The Magic Stone)[1][3][4][5][6] фильм-сказка по одноимённой повести Марии Крюгер[12] — продюсер; одну из ролей сыграла Фэй Данауэй.
- 2012: Happy Birthday Woody Allen & Keep Going!